# Delia Andreea Ivas
Delia Andreea Ivas (* 14. Mai 1988) ist eine rumänische Skeletonsportlerin.
Delia Andreea Ivas lebt in Vatra Dornei. Sie betreibt Skeleton seit 2004, seit 2005 als Angehörige des rumänischen Nationalkaders. Ivas internationale Einsätze sind bislang noch sehr überschaubar. Ihr erstes internationales Rennen bestritt sie im November 2006 im Rahmen des Skeleton-Europacups in Igls und wurde 24. Das nächste Rennen fuhr sie auf der Kombinierten Kunsteisbahn am Königssee und wurde dort 18. Bei ihrem dritten Rennen im folgenden Monat in Winterberg verbesserte sich die Rumänin um drei Plätze. Ihr viertes Rennen bestritt sie erst im Dezember 2008, erneut in Winterberg. Das Rennen konnte Ivas überraschend gewinnen.
| Personendaten    | Personendaten                 |
| ---------------- | ----------------------------- |
| NAME             | Ivas, Delia Andreea           |
| KURZBESCHREIBUNG | rumänische Skeletonsportlerin |
| GEBURTSDATUM     | 14. Mai 1988                  |